# المرفأ (أبو ظبي)

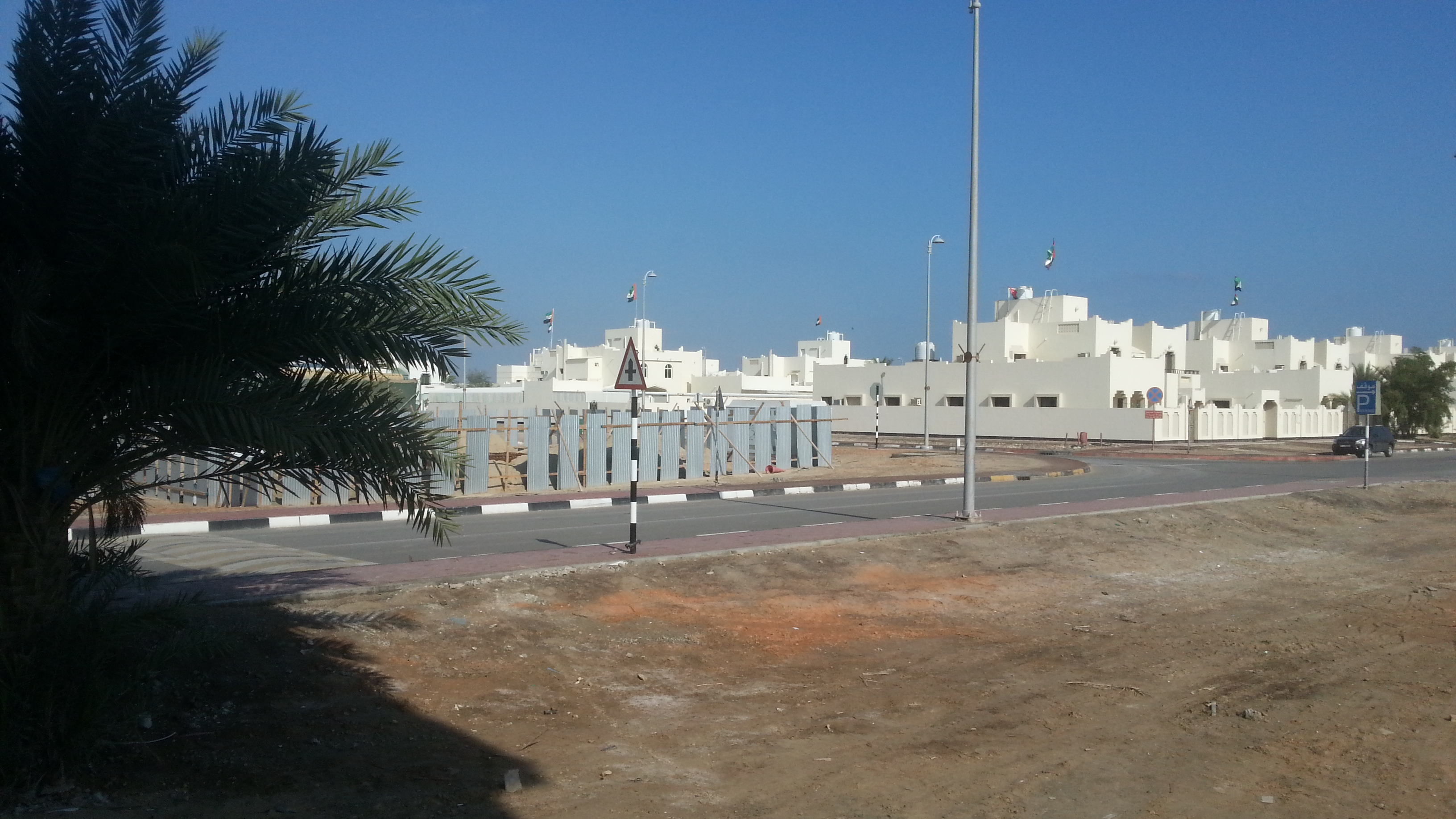

المرفأ هي قرية في المنطقة الغربية لإمارة أبوظبي بدولة الإمارات العربية المتحدة. تقع المرفأ على ساحل الخليج العربي غربي مدينة أبوظبي. وبني حماد اول من سكن فيها ولازالو كانت في الماضي منطقة مخصصة لتجمع صيادي السمك ومركز تجمع لفرق الغوص يأتون من مختلف القرى والبلدات في المنطقة الغربية وينطلقون منها عبر مراكبهم الشراعية في رحلات الغوص الموسمية، يستمر صيد الأسماك هناك إلى الآن. تم تطوير المرفأ منذ السبعينيات من القرن الماضي، حيث أنها الآن مستوطنة حضرية تمتع بالخدمات والبنية التحتية الحديثة؛ فيها قصر المغيرة ومحطة المرفأ للطاقة وهي التي تقوم بتوزيع الطاقة على كل مدن وقرى المنطقة الغربية، بالإضافة إلى محلات تجارية وفرع نادي بني ياس ومستشفى ومركز شرطة وفرع لمؤسسة الإمارات للاتصالات والعديد من المرافق الخدمية التي وفرتها الدولة لسكان هذه المدينة الصغيرة المطلة على الخليج والتي تعد امتداداً لمسيرة الحضارة والتطوير التي تنتشر في ربوع الإمارة.
في الفترة من 22 إبريل وحتى 1 مايو من عام 2011، أقيم في المنطقة الغربية من مدينة المرفأ «مهرجان الغربية للرياضات المائية بالمرفأ». فيه يتم تجهيز المياه لاستقبال الرياضيين العالميين وهم يتنافسون في أمتع وأروع المسابقات بدءاً من سباق الزوارق والتزلج على الجليد إلى ركوب الأمواج والتخييم والحفلات الموسيقية التي تقام على الساحل.
ومن جزر المرفأ المهمة جزيرة بوطينة، وهي جزيرة صغيرة قريبة من شواطئ المنطقة الغربية تبعد 160 كليومتر غربي إبو ظبي. وهي جزء من محمية مروح للمحيط الحيوي (أول محمية محيط حيوي بحرية في المنطقة يتم ضمها لشبكة محميات المحيط الحيوي التابعة لليونسكو). وقد كانت مرشحة للدخول في قائمة عجائب الطبيعة السبع في العالم من ضمن 261 موقع عالمي؛ وقد نجحت في الوصول للمرحلة الثانية من المنافسة، إذ اختيرت مع 77 موقعٍ للوصول إلى المرحلة النهائية.

## أنظمة بحرية وبرية
تشبه جزيرة بوطينة في شكلها حدوة الحصان، وتحوي أنظمة بحرية وبرية غنية بالتنوع البيئي وجديرة بالاعتراف الدولي. وقد باتت هذه الجزيرة البعيدة عن الأنشطة البشرية قبلة لأنواع عديدة من المخلوقات البحرية المختلفة، فقد رصد باحثو البيئة وجود أعداد كبيرة من السلاحف الخضراء المعروفة باسم «منقار الصقر» فيها، وهذه السلاحف هي من الأنواع المعرضة للانقراض على مستوى العالم.
جرت أيضاً مشاهدات لقطعان أبقار البحر في مواقع الأعشاب البحرية بالجزيرة، وهي أيضاً من الأنواع المهددة بالانقراض وفقاً للقائمة الحمراء للاتحاد الدولي لصون الطبيعة. كما أن الدلافين الظريفة تحبها، فتعيش في مياهها الدافئة، بما في ذلك دولفين المحيط الهندي الأحدب، والدولفين قاروري الأنف، والدولفين الشائع.
ولأن الجانب المحمي من الجزيرة يتعرض بانتظام لغمر المد والجزر نمت أشجار القرم لتشكل حاجزاً أخضراً جميلاً يرتفع 5 أمتار ليحيط بالجزيرة، استخدمته أنواع مختلفة من الطيور المهاجرة كمحطة توقف للراحة والتغذية خلال مسار هجرتها، من وسط آسيا إلى أفريقيا. وقد تم تسجيل 5-4 من أعشاش العقاب النسارية بصورة منتظمة على الجزيرة خلال مواسم تكاثر متتالية. وتستضيف الجزيرة أيضاً مجموعة صغيرة من طائر الخرشنة بيضاء الوجه و25000 من طيور الغاق السقطري، والذي يعتبر أيضاً من الطيور المهددة بالانقراض.